# Besos y presagios
Besos y presagios  (en hangul, 키스 식스 센스; romanización revisada del coreano: Kiseu Sikseu Senseu) es una serie de televisión web surcoreana dirigida por Nam Ki-hoon y protagonizada por Yoon Kye-sang, Seo Ji-hye y Kim Ji-seok. Está basada en la novela web Kiss Sixth Sense, de Gatnyeo (Got W). Se emitió todos los miércoles a las 16:00 (hora local coreana) desde el 25 de mayo hasta el 29 de junio de 2022 por la plataforma de contenidos audiovisuales Disney+, en América Latina fue estrenada en su plataforma hermana de Disney+, Star+.

## Sinopsis
Hong Ye-sool es una mujer que tiene la habilidad sobrenatural de ver el futuro cuando la besan. Un día besa accidentalmente a su jefe, Cha Min-hoo, y ve su futuro juntos. Su vida se enreda más cuando el exnovio de Ye-sool, Lee Pil-yo, vuelve a aparecer en su vida.

## Reparto

### Principal
- Yoon Kye-sang como Cha Min-hoo, jefe del equipo de planificación 1 de Jewoo Planning.[3]
  - Moon Woo-jin como Min-hoo de adolescente.
- Seo Ji-hye como Hong Ye-sool.[3]
  - Lee Si-a como Ye-sool de adolescente.
- Kim Ji-seok como Lee Pil-yo.[4]

### Secundario

#### Allegados a Min-hoo
- Lee Joo-yeon como Oh Ji-young, AD en Jewoo Planning y amiga de Ye-sool.[5][6]
- Tae In-ho como Oh Seung-taek, amigo de Min-hoo.[7]
- Lee Han-wi como Oh Kyung-soo, el médico de Min-hoo.[7]

#### Allegados a Ye-sool
- Kim Ga-eun como Ban Ho-woo, prima de Ye-sool.[8]
- Um Hyo-sup como Kim Hae-jin.[7]
  - Im Ji-kyu como Hae-jin de joven (cameo, ep. 11-12).
- Kim Hee-jeong como Kim Sa-ra, madre de Ye-sool.[7]
  - Son Eun-seo como Sa-ra de joven (cameo).

#### Gente de Jewoo Planning
- Hwang Bo-ra como Jang Um-ji.[9]
- Kim Ki-doo como Kang Sang-goo.[7]
- Kim Mi-soo como Kim Min-hee, una joven que admira y está celosa de Hong Ye-sool.[7][10]
- Yoon Jung-hoon como Kim Ro-ma, nuevo empleado en el equipo de planificación de Jewoo.[7][11]
- Kim Jae-hwa como Cho Seon-hee, jefa del equipo de planificación.[7]
- Yoo Jung-ho como Yeom Kyung-seok, jefe del equipo de producción.[7][12]
- Park Sung-geun como el vicepresidente de Jewoo Planning.[7]
- Lee Yoo-jin como empleada del equipo 2 de planificación de anuncios de Jewoo Planning.
- Ho Sol-hee como empleada del equipo 2 de planificación de anuncios de Jewoo Planning.
- Park Jung-pyo como jefe de equipo de Jewoo Planning.

#### Allegados a Pil-yo
- Jung Ra-el como Yoo, una relaciones públicas de una compañía cinematográfica.[13]
- Kim Min-joong como Kim Yoon-soo, asistente de dirección de Pil-yo.
- Kim Ye-ji como personal de Pil-yo.

### Apariciones especiales
- Lee Dong-gun como Hong Sung-joon, padre de Ye-sool (ep. 1, 10-12).
- Kim Jung-gi como ingeniero de edición de anuncios de Jewoo Planning (ep. 1).
- Yeo Hoe-hyun como empleado del café (ep. 1).
- Han Dong-ho como el exnovio 1 de Ye-sool (ep.1).
- Jung Gun-joo como el exnovio 2 de Ye-sool (ep. 1).
- Lee Seung-chul como vagabundo (ep. 2).
- Park Byung-eun como esposo de una pareja de pescadores (ep. 3).
- Jeon Hye-bin como esposa de una pareja de pescadores (ep. 3).
- Lee Jae-wook como el protagonista masculino de la película 'Haru' (ep. 3, 5, 9).[14]
- Kim Sae-ron como la protagonista femenina de la película 'Haru' (ep. 3, 5, 9).[14][15]
- Lee Mi-do como Lisa (ep.4).
- Baek Seung-hee como Eun-jung, colega principal de Pil-yo (ep. 5, 8).
- Kim Kwang-sik como Chul-yong, el novio de Sa-ra (ep. 10-12).
- Song Hoon como Ko Sang-kyu, compañero de clase de Kyung-seok en la universidad (ep. 11).
- Go Jun como coprotagonista de Ji-young (ep. 11).
- Ra.L  como cantante (ep. 11).
- Kim Sang-ho como director (ep.12).

## Banda sonora original
| Parte | Fecha de publicación | Título                                      | Letra                                        | Música                            | Artista         | Dur. |
| ----- | -------------------- | ------------------------------------------- | -------------------------------------------- | --------------------------------- | --------------- | ---- |
| 1     | 25 de mayo de 2022   | «My Americano» (아메리카노 같아 넌)         | Ra.L, Naomi                                  | Ra.L                              | Yuju            | 3:21 |
| 2     | 1 de junio de 2022   | «Even If I Can't Have You» (가질 수 없어도) | Lee Joon-wha                                 | Lee Joon-wha                      | Zia             | 4:54 |
| 3     | 5 de junio de 2022   | «Kiss Sixth Sense»                          | Lee Joon-wha                                 | Lee Joon-wha                      | Lee Joon-wha    | 2:51 |
| 4     | 8 de junio de 2022   | «Fantasy»                                   | Ra.L                                         | Gaemi, XKA, Shoon                 | Suran           | 3:20 |
| 5     | 11 de junio de 2022  | «You Make Me»                               | Hena, Lee Joon-wha                           | Gaemi, Lee Joon-wha               | Woong San       | 3:40 |
| 6     | 15 de junio de 2022  | «Stay With Me»                              | Ga-deul                                      | Gaemi, Midnight, TM               | Grizzly         | 3:23 |
| 7     | 22 de junio de 2022  | «Give You Everything»                       | Lee Joon-wha                                 | Gaemi, Glody, Kim Se-mi, Abe Song | Na Yoon-kwon    | 4:23 |
| 8     | 26 de junio de 2022  | «Here We Are»                               | Tetri Song                                   | Tetri Song                        | Jae-yeon (SWAY) | 4:11 |
| 9     | 29 de junio de 2022  | «No Matter How Hard I Try» (그게 잘 안돼)   | CALi (Vendors), De View, Se.A, Jung Jae-yeon | Vendors, YEZI, Se.A, De View      | Kim Do-hee      | 3:26 |